# Ігнатович Максим Андрійович
Максим Андрійович Ігнатович (рос. Максим Андреевич Игнатович; 7 квітня 1991, м. Новосибірськ, СРСР) — російський хокеїст, захисник. Виступає за «Сибір» (Новосибірськ) у Континентальній хокейній лізі.   
Вихованець хокейної школи «Сибір» (Новосибірськ). Виступав за «Сибір» (Новосибірськ), «Сибірські Снайпери» (Новосибірськ), «Сталеві Лиси» (Магнітогорськ), «Кристал» (Саратов). 
У складі молодіжної збірної Росії учасник чемпіонату світу 2011. 
Досягнення
- Переможець молодіжного чемпіонату світу (2011).